# Финал Кубка Англии по футболу 1965
Финал Кубка Англии по футболу 1965 года стал 85-м финалом старейшего футбольного турнира в мире, Кубка Англии. Матч состоялся 1 мая 1965 года на стадионе «Уэмбли» в Лондоне. В нём приняли участие английские клубы «Ливерпуль» и «Лидс Юнайтед». Матч завершился победой «Ливерпуля» со счётом 2:1.

## Отчёт о матче
| Ливерпуль                   | 2:1 (доп. вр.) | Лидс Юнайтед |
| --------------------------- | -------------- | ------------ |
| - Хант 93′ - Сент-Джон 113′ | (отчёт)        | Бремнер 100′ |

| Ливерпуль | Лидс Юнайтед |